# Bandera de Portugal
La bandera de Portugal se compone de un rectángulo dividido verticalmente entre el color verde, pegado al mástil, y el rojo. En la frontera entre ambos colores se encuentra una versión simplificada del escudo nacional (incluyendo la esfera armilar). Fue aprobada por la Asamblea Portuguesa el 19 de junio de 1911. Su descripción oficial figura en el Decreto número 150, de 30 de junio de 1911, que es la norma a la que remite la propia Constitución Portuguesa para definirla, reemplazando a la enseña utilizada durante la monarquía constitucional. El diseño fue escogido entre varias propuestas por un jurado, en el que participaron Columbano Bordalo Pinheiro, João Chagas y Abel Botelho.
Los colores eran tradicionales todos, ya que representaban la dictadura que juntaba la tradición monárquica y religiosa del país. Tras la insurrección republicana fallida de 1891, el rojo y el verde pasaron a ser los colores del Partido Republicano Portugués y se asociaron a todos los eventos que propiciaron la Revolución del 5 de octubre de 1910 que instauró la república. Durante las décadas siguientes, los colores fueron ganando popularidad entre el pueblo, pues desde el gobierno se intentó inculcar que esos colores representaban la esperanza de la nación (verde) y la sangre (rojo) de aquellos que habían perdido la vida por la patria. Con estas medidas se intentó dar un carácter más patriótico que político a la bandera.
La bandera actual constituye un importante cambio en comparación con la evolución que había tenido la enseña nacional durante las diferentes etapas de la historia, puesto que hasta esa época había estado íntimamente asociada a las armas reales. Con la fundación del país, la bandera nacional se basó tanto en la cruz azul del rey Alfonso I como en el fondo blanco, que representaba la ideología liberal. Los diferentes sucesos acaecidos en la historia de Portugal afectaron en gran medida al desarrollo del escudo de Portugal, hasta llegar al diseño actual de la bandera principal

## Diseño
El decreto que remplazó la bandera utilizada durante la monarquía constitucional fue aprobado por la Asamblea constituyente y publicado en el diario oficial número 141 el día 19 de junio de 1911. El 30 de junio de 1911, se publicaron en el mismo diario (número 150) las regulaciones oficiales relativas a la bandera.

### Dimensiones

Boceto de la bandera con las dimensiones oficiales de la bandera de Portugal. Todas las medidas están en relación con la longitud.

La longitud de la bandera es una vez y media más grande que la anchura, lo que se traduce a un ratio de 2:3. Está verticalmente dividida en dos colores fundamentales: verde oscuro, en la parte más próxima al mástil, y rojo escarlata en la otra parte. La división por colores es de tal forma que el verde ocupa dos quintos de la longitud y el rojo el resto.
Una versión del Escudo de Portugal sin la corona de laurel — el escudo nacional rodeado de blanco sobre una esfera armilar amarilla — se encuentra sobre la frontera entre ambos colores. La esfera armilar tiene un diámetro igual a la mitad de la anchura y se encuentra en una posición equidistante a los puntos superior e inferior de la bandera. Posee cinco arcos representando la eclíptica, el ecuador, dos Paralelos (los trópicos) y un Meridiano. El escudo interior posee cinco pequeños escudos azules (escudetes o quinas) colocados en forma de cruz griega. Cada uno posee cinco monedas blancas colocadas en forma de Cruz de San Andrés. Además aparecen siete castillos amarillos, de los cuales tres se encuentran en la parte principal.
Los colores de la bandera no están especificados en ningún documento legal; en la lista de abajo aparecen unos colores aproximados:
| Sistema | Rojo      | Verde     | Amarillo   | Blanco      | Azul      |
| ------- | --------- | --------- | ---------- | ----------- | --------- |
| Pantone | 186       | 363       | 122        | Safe        | 300       |
| RGB     | 206-17-38 | 61-142-51 | 252-216-86 | 255-255-255 | 0-114-198 |

### Orígenes

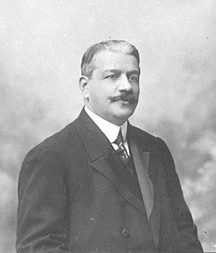
João Chagas, comisionado para la creación de la bandera.

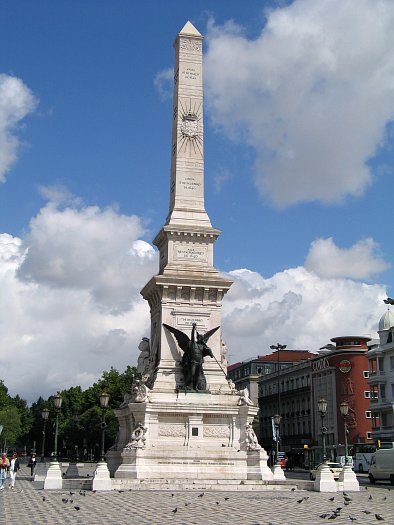
Monumento a los Restauradores, en Lisboa, donde se izó la nueva bandera nacional por primera vez.

Con la Revolución del 5 de octubre de 1910, apareció la necesidad de reemplazar los símbolos monárquicos, representados en primera instancia por la bandera nacional y por el himno. La elección de la nueva bandera no estuvo exenta de conflicto, especialmente en lo relativo a los colores, ya que había partidarios del rojo y verde republicano, mientras que otros abogaban por el azul y blanco tradicional y monárquico. El azul también tenía un fuerte significado religioso, puesto que era el color de Nuestra Señora de la Concepción (en portugués:Nossa Senhora da Conceição), que había sido coronada Reina y Patrona de Portugal por el rey Juan IV. De esta forma, la sustitución de este color era una de las prioridades de los republicanos, dentro de la ola de secularización del Estado.
Tras muchas discusiones y con varios modelos de bandera, se creó una comisión gubernamental el 15 de octubre de 1910, en la que se incluía a Columbano Bordalo Pinheiro (pintor), João Chagas (periodista), Abel Botelho (escritor) y a dos líderes militares de la revolución de 1910 – Ladislau Pereira y Afonso Palla. Esta comisión eligió el rojo y el verde del Partido Republicano Portugués, basándose estrictamente en motivos patrióticos. Estos colores habían estado presentes en las pancartas de los rebeldes durante la insurrección republicana del 31 de enero de 1891 en Oporto, así como en la que tuvo lugar en Lisboa.
Sobre el rojo, la comisión consideró que debía (...) estar presente como uno de los colores principales, porque es el color cálido y viril por excelencia. Es el color de la conquista y la risa. Un color bonito y ardiente (...) Recuerda la idea de sangre y urge a la obtención de la victoria. En cuanto al verde, fue más difícil explicar su inclusión, ya que no había sido un color tradicional en la bandera portuguesa durante el desarrollo de la historia. No obstante, se justificó porque, durante la insurrección de 1891, el verde era el color que se encontraba en la bandera revolucionaria que "brillaba sobre las luces redimidas" del republicanismo. Finalmente, el blanco (en el escudo) un hermoso y fraternal color, por lo cual los demás colores pueden destacar, el color de la simplicidad, de la armonía y de la paz, añadiendo que (...) es el mismo color que, cargado con entusiasmo y fe por la cruz roja de Cristo, marcó el ciclo épico de la Era de los Descubrimientos.
La esfera armilar manuelina, que ha estado presente en la bandera nacional desde el reinado de Juan VI, se mantuvo porque estaba consagrada a la Épica historia marítima portuguesa (...) el último reto, esencial para nuestra vida colectiva. El escudo también fue añadido, pero esta vez sobre la esfera armilar. Su presencia representa el milagro humano de valor positivo, tenacidad, diplomacia y audacia que permitieron unir los primeros vínculos de la afirmación social y política de la nación portuguesa, siendo este uno de los símbolos más vigorosos de la identidad e integridad nacional.
La nueva bandera fue producida en grandes cantidades en la sede de la Cordoaria Nacional (fábrica nacional de cuerdas) y presentada oficialmente en toda la nación el 1 de diciembre de 1910 (día de la Restauración de la Independencia), que había sido previamente declarado por el gobierno como Día da Bandeira (actualmente no se celebra). En la capital, se trasladó desde el Ayuntamiento hasta la Praça dos Restauradores, en cuyo monumento fue izada. Esta presentación festiva no pudo calmar las voces en contra de una bandera que había sido adoptada sin una consulta previa a la población y que representaba al régimen político en vez de a la nación. Para aumentar la estima hacia la bandera, el gobierno ordenó que se exhibiese en todos los centros educativos, debiéndose explicar sus símbolos a todos los alumnos; los libros de texto usados en las escuelas fueron reformados para que aparecieran los nuevos símbolos nacionales. El 1 de diciembre (día de la bandera), 31 de enero y 5 de octubre fueron declarados Fiesta nacional.

## Significado

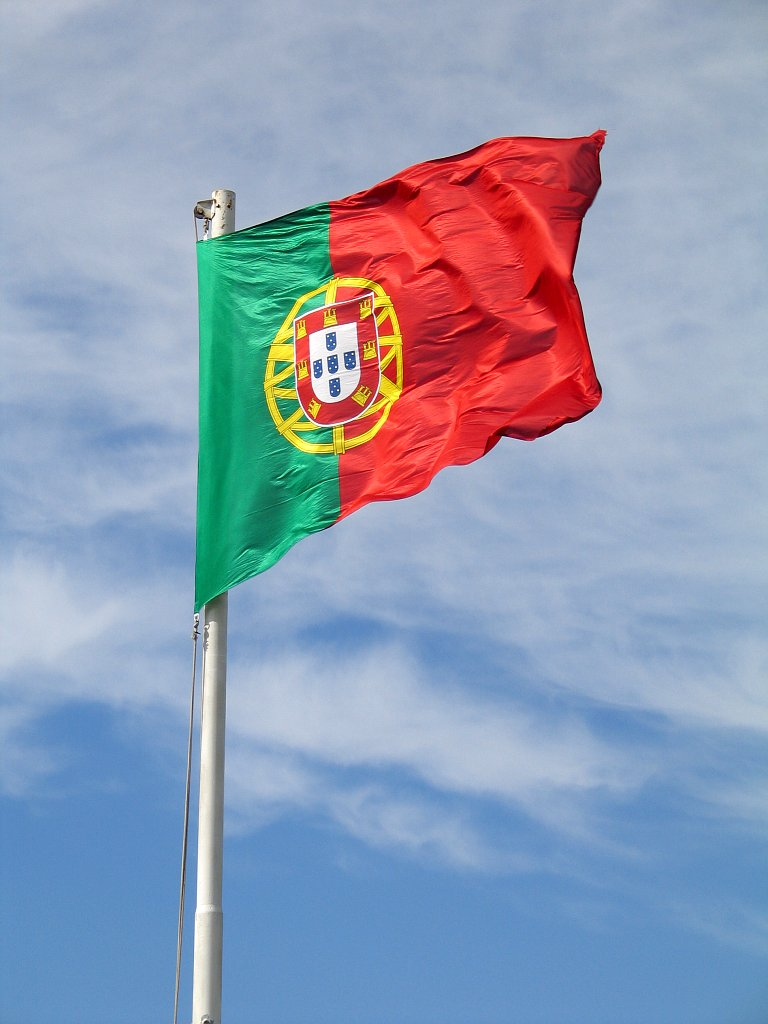
La bandera de Portugal ondeando

### Los colores
La bandera tiene probablemente un significado mucho más antiguo que las explicaciones más tradicionales y populares de su diseño. La creencia más difundida, explicitada especialmente durante el Estado Novo (el régimen autoritario nacionalista ocurrido entre 1933 y 1974, cuando lo puso fin la Revolución de los Claveles), dice que el verde representa la esperanza y el rojo la sangre de los que lo han dado todo por la nación. Esta definición de los colores es la más aceptada actualmente, aunque el sentido original es más bien incierto.
Según otras teorías, el rojo representa el alba y la puesta del sol en la singladura de los barcos portugueses durante la Era de los Descubrimientos en el siglo XVI, mientras que el verde evoca el color de los océanos surcados por los grandes navegantes portugueses.
Otra teoría, por último, dice que el rojo significa la sangre derramada en las batallas contra los sarracenos de los siglos XII-XV y que el verde representaría los campos donde tuvieron lugar estas batallas.

### El escudo heráldico portugués
El escudo tradicional portugués ha estado presente en casi todas las banderas que se han ido sucediendo. Es el símbolo primigenio de Portugal, uno de los símbolos nacionales más antiguos aún en uso, y por supuesto uno de los más antiguos de Europa. Usado hace más de 800 años, aparece en todas las banderas excepto la primera. El escudo, de hecho, tiene las raíces en la primera bandera (1143-1185) y el primer rey de Portugal.
Los cinco puntos blancos (besantes) de los cinco escudetes del centro de la bandera hacen referencia a una leyenda relativa al primer rey de Portugal, Alfonso I. Según ésta, antes de la batalla de Ourique (26 de julio de 1139), el rey Alfonso rogaba al pueblo portugués cuando se le apareció Jesús en la cruz. El rey ganó la batalla y, como muestra de gratitud, incorporó las cinco llagas de Cristo (los estigmas) en su bandera. Este mito, similar al ocurrido con el emperador romano Constantino, parece que fue forjado para obtener el reconocimiento del rey portugués por parte de la Santa Sede. Según otra leyenda, los escudetes representarían a los cinco reyes moros derrotados en la mencionada batalla.
Los castillos, que originariamente eran nueve, son un símbolo de las victorias de Portugal sobre sus enemigos durante el reinado de Alfonso III. Harían referencia a los nueve castillos sarracenos tomados por las tropas portuguesas en 1249; además, el castillo era el emblema del Reino del Algarve, el último en ser conquistado por los portugueses, cuando se delimitaron definitivamente las fronteras. Más adelante, el rey Juan II redujo el número de castillos en la bandera a solo siete.

### La esfera armilar
El dibujo circular es una esfera armilar que sustituyó a la corona de la antigua bandera monárquica. Representaba el Imperio Colonial Portugués en la época de la Revolución y al mismo tiempo los descubrimientos de los navegantes portugueses por todo el mundo. Era el símbolo de Manuel I el Afortunado (1495-1521), que reinó durante el periodo considerado el de máxima pujanza de Portugal. Además, la esfera armilar era también un símbolo que se usaba con frecuencia en las picotas que presidían las plazas públicas (los llamados pelourinhos). Dicha esfera posee 5 arcos que representan el ecuador de la Tierra, así como el meridiano y dos paralelos.
La esfera fue introducida por primera vez en la bandera por Juan VI (1816-1826) como símbolo del Reino de Brasil cuando declaró este país uno de los reinos del Reino Unido de Portugal, Brasil y Algarve. Fue sacada de la bandera después de la muerte del rey, ya que durante su reinado Brasil había conseguido la independencia. El hecho de retirar la esfera armilar de la bandera fue una de las voluntades testamentarias del rey, más que una maniobra de su hijo Pedro, el futuro emperador Pedro I de Brasil, con el fin de mantener este territorio dentro de la familia.

## Evolución de la bandera portuguesa

### 1095-1139/1143

1095 (1:1)

La ostentación de bandera era algo relativamente reciente en esta época. Las banderas derivaban de los escudos de armas usados por los señores feudales (el primer escudo convertido en bandera parece ser el del Reino de Jerusalén, por concesión del Papa Urbano III).
El escudo del Condado Portucalense era el del conde D. Henrique, el cual consistía en una simple cruz azul sobre fondo blanco.
La historicidad de esta bandera es discutible, pues gran parte de sus referencias surgen en el marco de las grandes conmemoraciones patrocinadas por el Estado Novo Português (Nuevo Estado Portugués) en 1940, especialmente en la Exposição do Mundo Português (Exposición del Mundo Portugués).

### 1139/1143-1185

1143 (1:1)

La primera bandera portuguesa era la utilizada por el primer rey de Portugal en su escudo durante las batallas. Era una cruz azul sobre fondo blanco, y también era el emblema de su padre Enrique de Borgoña, conde de Portugal (1093-1112).
Tras la Independencia de Portugal, aunque sin pruebas históricas que corroboren tal teoría, Alfonso I habría superpuesto a la cruz azul de su escudo los bezantes (o monedas), indicando así que el dueño de ese escudo podía acuñar moneda — señal de clara reivindicación de autonomía frente a Alfonso VII. No obstante, no era ese el único motivo: los bezantes ofrecían mayor solidez al escudo de armas del país. De acuerdo con la tradición, esta inclusión de los dineros estaría relacionada con el Milagro de Ourique, según el cual Jesucristo se habría aparecido al primer rey luso, dándole la victoria. De esta forma, Afonso Henriques habría incluido en su escudo de armas las treinta monedas por las que Jesús fue vendido (o según otra teoría, sus cinco llagas). Nótese, no obstante, que el supuesto Milagro de Ourique fue forjado siglos más tarde por los monjes de Alcobaza.

### 1185-1245/1248

1185 (1:1)

En este periodo, la bandera o estandarte continúa siendo una traslación de las armas reales, que constaban de cinco escudetes sobre campo argén, dispuestos en cruz y apuntando hacia el centro los laterales. Los cinco escudetes representan las cinco heridas que recibió el rey Alfonso I en la batalla de Ourique, o bien los cinco reyes moros derrotados en esta misma batalla, o incluso las cinco llagas de Cristo ya mencionadas.
El sucesor de Afonso Henriques, Sancho I sustituiría la cruz azul por cinco quinas del mismo color. Dice la tradición que, del escudo que Afonso Henriques recibiera de su padre, con una cruz azul, a la cual superpusiera los bezantes, no quedaban más que los pliegos que representaban las monedas y pequeños pedazos de tejido azul a ellos pegados, dando así la impresión de los cinco escudetes de quinas que aún hoy posee la bandera. La cruz azul desaparecería, así, definitivamente. Los escudetes eran cinco, puestos en cruz, incluyendo cada uno un número indeterminado de bezantes.

### 1245-1248 a 1383-1385

1:1 ? (1248)

De acuerdo con las prácticas heráldicas de la época, por no ser hijo primogénito de Alfonso II, al heredar el trono de su hermano Sancho II (por imposición del Papa Inocencio IV), Alfonso no podría usar «armas limpias», esto es, usar el escudo de su padre sin introducir alteraciones. Se cree que la introducción de la bordura de gules cargada de castillos de oro tuviese que ver con el hecho de que su madre (Urraca de Castilla) fuera castellana o, menos probablemente, influenciado por su boda con Beatriz de Castilla.
No obstante, la tradición fijó otra historia, corroborada por muchos cronistas a lo largo de la historia portuguesa (Duarte Nunes do Leão, Frei António Brandão, etc.) — la de que los castillos representaban las fortalezas tomadas por Alfonso III a los moros en el Reino de Algarve. Estos representan, así, la integración del Algarve en la Corona de Portugal. Estos cronistas se refieren a varios castillos, sin especificar cuántos eran, citando los de Albufeira, Aljezur, Cacela, Castromarín, Estômbar, Faro, Loulé, Paderne, Porches y Sagres, por lo que, aunque escriban en una época en la que ya estaba fijado en siete el número de castillos, aluden a un número superior. Fue en esta teoría en la que se basó la comisión para el diseño de la nueva bandera republicana en 1910, basándose para justificar la presencia heráldica y el significado de los siete castillos en la bordura.
Se desconoce el número exacto, bien de castillos en la bordura, bien el de los bezantes de los escudetes.

### 1385 a 1475 y 1479 a 1485

1:1 ? (1385)

Con el ascenso al trono del Maestre de la Orden de Avis, Juan I, se produjo una nueva quiebra en la continuidad dinástica, ya que no era hijo legítimo de Pedro I; de esta forma, para distinguirse de su predecesor (su hermanastro D. Fernando I), añadió a las armas nacionales la flor de lis verde, que era el símbolo de la Orden de Avis, quedando cada una de las cuatro puntas visible sobre la bordadura de los castillos.
Es la primera bandera cuya historicidad está comprobada, todas las anteriores son reconstrucciones. Es también en esta época cuando surgen las primeras referencias al uso del término «quina» para designar a los escudetes de las armas nacionales.
Esta bandera sería el origen de la bandera de la organización de juventud salazarista: la Mocidade Portuguesa.

### 1475 a 1479

1:1 ? (1475)

En 1474, fallece el rey de Castilla Enrique IV. El rey dejó como heredera a su hija Juana, llamada la Beltraneja por sus detractores, que apoyaban a la hermanastra del rey, Isabel como candidata al trono. Con la esperanza de hacer valer los derechos de su hija, el difunto rey pedirá a su cuñado Alfonso V que se casase con su sobrina, como forma de legitimar su débil posición de heredera. En 1475, Alfonso de Portugal accede y se casa con Juana, uniendo a su título el de la corona de Castilla (Rey de Castilla, de León, de Portugal, de Toledo, de Galicia, de Sevilla, de Córdoba, de Jaén, de Murcia, de los Algarves de aquende y de allende los mares en África, de Gibraltar, de Algeciras, y Señor de Vizcaya y de Molina) y procede también a cambiar sus armas, exhibiendo un escudo dividido en cuatro cuarteles, con las armas de Portugal en el primero y cuarto, y las de Castilla en el segundo y tercero. Al año siguiente, cuando invade Castilla y es derrotado en la Batalla de Toro, es esta bandera la que transportan sus huestes y es esta bandera la que defiende con valentía el alférez Duarte de Almeida, perdiendo ambas manos en la defensa del estandarte nacional. Es esta bandera la que acompaña también al rey de Portugal en su visita a Francia, donde intenta desesperadamente obtener auxilio de Luis XI para seguir la lucha contra los Reyes Católicos.

### 1479 a 1495

1:1 ? (1385)

Tras la firma del Tratado de Alcáçovas, en 1479, con la renuncia de Alfonso V, en nombre propio y en el de su mujer Juana, a la Corona de Castilla, se volvió a usar la anterior bandera.
Un siglo antes, Juan II había sido el responsable de la elaboración de un escudo de armas tal y como hoy se conoce, en sus trazos generales. Fue también el último rey portugués en usar una bandera armorial. Así, en 1485 (según el relato de Rui de Pina en su crónica de D. Juan II) ordenó la supresión de la flor de lis de la Orden de Avis de la bandera (por creer que estaba al margen de la identidad nacional que el escudo de los castillos y quinas comenzaba a transmitir). Estableció igualmente la colocación vertical de las quinas laterales del escudo, debido a que los escudetes derribados podrían ser heráldicamente considerados como señal de bastardía o derrota, lo que no era el caso. Finalmente, ordenó la fijación definitiva del número de castillos de oro de la bordura en siete y de los bezantes en cada quina en cinco, dispuestos en aspa (esta última se debió, en parte, a la gran devoción que tenía el monarca en las cinco llagas de Cristo). Pese a ello, su sucesor Manuel I volvería a las fórmulas antiguas.

### 1495 a 1521

1:1 o 2:3 ? (1495)

Diez años más tarde, Juan II es sucedido por su primo, el duque de Beja, Manuel I, que impuso cambios en la bandera para diferenciarse de su antecesor.
De esta forma, hizo asentar las armas reales sobre una bandera blanca de formato cuadrangular, deshaciéndose definitivamente de las banderas armoriales. El escudo volvió a ser cargado en la bordura con un número superior a siete castillos (aunque también haya representaciones con siete), terminando en forma de cuña o "apuntado". De igual manera ocurría con los escudetes de su interior. Por fin, Manuel ordenó que sobre el escudo se colocase una corona real abierta, símbolo de la autoridad regia y de la centralización del Estado que tanto él como su antecesor habían llevado a cabo.

Símbolo de la Orden de Cristo

1:1 o 2:3 ? (1495)

Hay referencias a que, durante el reinado de Manuel, debido a la intensa actividad marítima, fue frecuentemente usado como pabellón naval portugués el símbolo de la Orden de Cristo, ya que ésta era la gran orden ligada a los viajes de expansión.

### 1521 a 1578

1:1 o 2:3 ? (1521)

Con la subida al trono del hijo de Manuel I, Juan III, se produjeron algunas alteraciones menores en el formato y en la composición del escudo, siguiendo para ello el gusto humanista, típico de la época. Se estableció la forma ibérica (semicircular) para cerrar la parte inferior del escudo, acompañando las quinas la misma alteración (si bien, es habitual en heráldica que los escudetes como mueble heráldico asimilen su forma a la del escudo mayor. Fue en este reinado donde el número de castillos volvió definitivamente a ser siete.

### 1578 a 1580

2:3 ? (1578)

Poco antes de embarcar para África y perder la vida en la Batalla de Alcazarquivir, Sebastián I de Portugal ordenó un cambio aparentemente insignificante, pero de gran significado político: procedió a la sustitución de la corona abierta por una corona real cerrada. Este pequeño cambio simbolizaba el refuerzo de la autoridad regia a través de la conquista de Marruecos y de la obtención de un título imperial, que simbolizaba la corona cerrada. De igual manera, al gusto de la época manierista, se volvió a establecer una forma ojival para el escudo. Esta parece haber sido la primera bandera portuguesa con formato rectangular, pues anteriormente todas habían sido cuadradas.
El decreto de Sebastián I relativo a la bandera determinó también que el número de castillos en la bordura de la bandera se estableciese definitivamente en siete, tal y como ya había ordenado Juan II.

### 1580 a 1640

Estandarte de los Habsburgo: las armas de Portugal como punto de honra.

2:3 Bandera de los Habsburgo de España, utilizada por las embarcaciones portuguesas.

Durante el periodo en el que Portugal estuvo bajo el gobierno de la Casa de Austria (1580 - 1640), junto con el resto de "las Españas", o de España (nombre dado al conjunto de reinos peninsulares, tanto por ibéricos como por extranjeros), en los que cada reino, y más concretamente el Reino de Portugal permanecía separado de los demás dominios de la Casa de Austria, se mantuvieron las armas y la bandera. Este hecho tuvo lugar en el principio de la unión dinástica, en la cual todos los reinos de la península ibérica se mantuvieron bajo un mismo rey.
Donde sí se produjo un cambio fue en las armas de la Casa de Austria que reinaba en España, con la superposición del escudo portugués al conjunto Castilla-León-Granada/ Aragón-Sicilia). Esta posición del escudo portugués en el conjunto armorial de los dominios de la Corona Española fue uno de los puntos más debatidos entre el cardenal Enrique I y Felipe II (a través de sus ministros plenipotenciarios Cristóbal de Moura y el duque de Osuna). A partir del momento en que el rey portugués comprendió que sería imposible resistir a la presión castellana para la absorción de Portugal, el viejo cardenal pidió al monarca español que el escudo de armas portugués ocupase uno de los lugares más relevantes en sus nuevas armas. Los embajadores de Felipe rechazaron esta propuesta, por considerar que Su Majestad Católica no podría «hacer tan notable agravio a los dominios más antiguos de su monarquía» (Castilla y Aragón), pero que, no obstante, daría a las armas de Portugal el lugar de pieza más honrosa del escudo. Siendo así, terminaría por colocarlas en un punto digno del escudo.
Nótese que este estandarte, no obstante, no era la bandera de un país o Estado. Representa, eso sí, el poder de una familia real sobre sus varios dominios europeos. Su utilización en Portugal fue poco minoritaria, habiéndose usado solamente con motivo de las visitas de Felipe II a Tomar y de Felipe III a Lisboa en 1619. Quedan aún hoy en día algunos ejemplares de la bandera en algunas piezas de artillería que se conservan en el Museu Militar de Lisboa y en el Museu da Marinha.
Por otro lado, la bandera de los Tercios (la cruz roja en forma de aspa de la Borgoña) se convirtió en cooficial, junto con el pabellón marítimo portugués.

2:3 ? (bandera putativa de 1580)

A veces, en ciertas representaciones (de origen desconocido) surge la bandera adoptada por Sebastián I rodeada por 16 ramos de olivo (con 10 ramilletes visibles y otros 6 ocultos), dando un realce particular al escudo portugués. Así, si la conservación de armas y de la bandera nacional parece demostrar el respeto de los monarcas hispánicos por las costumbres e independencia de Portugal, tal y como se acordó en las Cortes de Tomar, de igual manera que seguía respetándose los pendones reales individuales de otros reinos de la Corona. La presencia de los elementos vegetales podría representar las siguientes teorías:
- La alegría demostrada por el nuevo rey en obtener el dominio de Portugal (o al revés, la alegría de las clases dirigentes portuguesas, encantadas con una unión que preveían benéfica, sobre todo a nivel económico);
- la relativa paz con que se hiciera la fusión de la corona de Portugal a los dominios de los Austrias o el deseo del nuevo rey de que la paz volviese a reinar en Portugal;
- ser un símbolo de la victoria de Castilla, demostrando así la conquista y sumisión de Portugal. Esta interpretación parece poco consistente, teniendo en cuenta el esfuerzo que hizo Felipe II para pacificar el país y no herir su orgullo;
- por fin, cuando Felipe II entró en Elvas, con el fin de encontrarse con las Cortes de Tomar y así ser jurado rey en el mes de diciembre de 1580, precisamente cuando los campesinos festejan la cosecha de las olivas, hay también quien sugiere que el nuevo monarca decidió añadir a la bandera portuguesa aquel elemento vegetal en recuerdo a ese viaje, o que fueran los ramos de olivo una invitación al pueblo portugués para potenciar la agricultura.

Según parece, dicha bandera habría sido adoptada en 1616.

### 1640 a 1667

2:3 ? (1640)

Con la restauración de la independencia, es decir, con el fin de la dinastía filipina, la bandera permaneció inalterada excepto por un pequeño detalle estético: se volvió al escudo portugués redondo. En esencia, esta fue la base de la bandera usada por Portugal hasta el Liberalismo. Durante este periodo, fue también utilizada la bandera de la restauración, que era la bandera de la Orden de Cristo con fondo verde.
Mientras tanto, el rey Juan IV por decreto de 25 de marzo de 1646 declara patrona del reino a Nuestra Señora de la Concepción y adopta, como su bandera personal, la bandera nacional con fondo azul.

### 1667 a 1707

2:3 ? (1667)

En este año tiene lugar el golpe de Estado que quita el poder a Alfonso VI y coloca en la regencia del reino a su hermano Pedro II, que procede a un nuevo cambio en la bandera (por los mismos motivos que Alfonso III, Juan I y Manuel I). La corona real cerrada con tres diademas pasa a tener cinco diademas visibles, simbolizando así un nuevo refuerzo a la autoridad regia, si bien también se amoldaba a los estándares estéticos de la época.
D. Pedro usó como bandera personal las armas nacionales sobre fondo verde.

### 1707 a 1816

2:3 ? (1707)

2:3 ? (segunda mitad del)

Con la llegada al trono de Juan V, los cambios en la bandera son meramente estéticos, atendiendo apenas al gusto de la época barroca. La bordura inferior pasa a terminar en contracurvado, de tradición francesa, y se añade el bonete púrpura a la corona real. Nótese la importancia simbólica que el color púrpura tenía en la época, ya que era el color imperial por excelencia. A esa alteración no fue ajeno el descubrimiento de oro en el Brasil, que posibilitó la financiación de tantas de las obras de ese reinado, incluida la atribución del Papa de la dignidad de Patriarcado a la ciudad de Lisboa (1716) y la concesión del título Su Majestad Fidelísima al rey Juan V y sus sucesores (1744).
El propio Juan V usó las armas nacionales asentadas en un pabellón carmesí como su estandarte personal. A medida que se aproxima el fin del siglo XVIII, la decoración externa al escudo se torna más intrincada y compleja, de acuerdo con los patrones artísticos de la época, influenciados por el rococó.

### 1816 a 1826

2:3 ?
Bandera del Reino Unido de Portugal, Brasil y Algarve (1816)

Por decreto del príncipe regente don Juan, firmado el 16 de diciembre de 1815, el Brasil fue elevado a la condición de Reino dentro del Estado portugués, que pasó a tener la denominación oficial de Reino Unido de Portugal, Brasil y Algarves. Así, se procedió a una nueva alteración en las armas nacionales, sancionada por carta de ley de Juan VI de Portugal el 13 de marzo de 1816. Para representar al Brasil en el marco del nuevo reino, fue acolado detrás del escudo una esfera armilar de oro en campo de azur, surmontando el conjunto una corona real cerrada (del mismo modo que, legendariamente, las quinas representaban al reino de Portugal y la bordura de gules con castillos al reino de los Algarves).
Se recuperó así un viejo símbolo asociado a la imaginería imperial manuelina para representar al nuevo reino. El propio Brasil tuvo derecho a tener bandera propia, que era semejante a la portuguesa, excepto por la ausencia del escudo de armas portugués — o sea, se ceñía apenas a una esfera armilar dorada asentada sobre una bandera azul. El resto era una variación de la bandera ya antes usada por el heredero de la corona como Príncipe de Brasil.
La armas nacionales, que consistían en el escudo portugués envuelto por el collar de la Orden de Cristo y por dos grifos, pasó a tener tres grifos, simbolizando el nuevo reino de Brasil integrado en la Corona Portuguesa.

### 1826 a 1830-1834

2:3 ? (1826)

Habiendo sido oficialmente reconocida la independencia de Brasil en 1825 por Portugal (a través del Tratado de Río de Janeiro), tras la muerte del rey Juan VI, en marzo de 1826, se volvió al antiguo diseño de la bandera que había sido adoptada por Juan V en 1707. El motivo del cambio fue que no tenía sentido mantener en las armas nacionales un símbolo que representaba a un país ahora independiente.
Esta bandera fue abandonada en 1830 por la reina María II y del absolutismo hasta su derrota y capitulación en Évora Monte cuatro años más tarde.

### 1830 a 1910

2:3 (1830)

La última bandera monárquica entró en vigor por decreto de 18 de octubre de 1830, emitido por el Consejo de Regencia en nombre de la reina María II de Portugal, consejo ese que se hallaba exiliado en la Isla Terceira (Azores), por motivo de las Guerras Liberales.
Este determinaba que la bandera nacional pasase a ser verticalmente bipartida de blanco y azul, quedando el azul del lado del mástil; sobre el conjunto, al centro, deberían asentarse las armas nacionales, cada mitad sobre cada color.
Reza la tradición que la primera bandera constitucionalista habría sido bordada por la propia reina María II de Portugal y traída al continente por los Bravos do Mindelo, cuando desembarcaron en las proximidades de Vila do Conde para conquistar Oporto, donde permanecerían sitiados por algo más de un año.
Se ha generado alguna controversia acerca de las proporciones del blanco y azul en esta bandera. La bandera para uso terrestre era igualmente bipartida de blanco y azul; la de uso naval, esa sí, presentaba el azul y el blanco en la proporción de 1:2, un poco a semejanza de lo que sucede con el actual pendón nacional portugués.

2:3 (1830)

### Desde 1910
Tras la revolución republicana, el 5 de octubre de 1910, la bandera tradicional de la monarquía constitucional (azul y blanca) fue abolida y el Estado promovió un concurso de banderas para representar al nuevo gobierno.
Hubo entonces un gran debate para decidir el mantenimiento del azul y blanco de la monarquía o por la adopción del verde y rojo del Partido Republicano Portugués. Aunque muchas de las propuestas para la nueva bandera se centraban en el azul y blanco (como entre otras, la del poeta Guerra Junqueiro), la vencedora fue una bandera roja y verde, colores asociados al PRP desde la fracasada revuelta del 31 de enero de 1891. Los autores del diseño actual del símbolo nacional fueron Columbano Bordalo Pinheiro, João Chagas y Abel Botelho.
Para escoger la nueva bandera, el gobierno no esperó a obtener el beneplácito de la Asamblea Constituyente ni procedió a la celebración de un plebiscito, como había sido solicitado por los que estaban en contra de los nuevos colores de la bandera.
Anunciada oficialmente el 30 de junio de 1911, estaba basada en la bandera que usó Machado Santos, el «héroe» de la Rotunda, así como en la que pendía del navío rebelde Adamastor durante la revuelta que llevó la república a Portugal. El gobierno ordenó que el nuevo símbolo nacional fuese confeccionado en gran escala y que fuesen colgadas banderas por todo el país durante las celebraciones del 1 de diciembre, Día de la Independencia, que ese año pasó a denominarse Dia da Bandeira.
Aunque hubo dos posteriores cambios de régimen, los sucesivos gobiernos republicanos jamás alteraron el diseño de la bandera.

## Minorías discordantes
Aunque hoy en día esté profundamente enraizada en el pueblo portugués la "Verde y Rubra", es rechazada por aquellos que están en desacuerdo con la imposición sin consulta al pueblo de colores históricamente ajenos a la identidad nacional, independientemente del régimen de jefatura de Estado en que el país viva, monarquía o república. Los monárquicos, por ejemplo, continúan utilizando la tradicional bandera liberal azul y blanca de 1830, y los nacionalistas prefieren usar la azul y blanca sin la corona, como siendo una bandera republicana.

## Protocolo

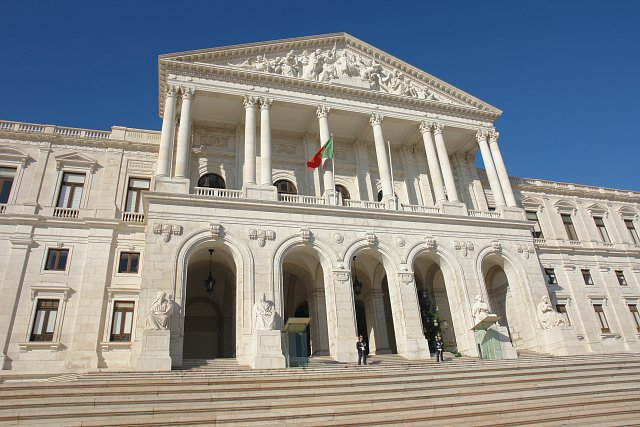
Bandera de Portugal ondeando en la Assembleia da República, Lisboa.

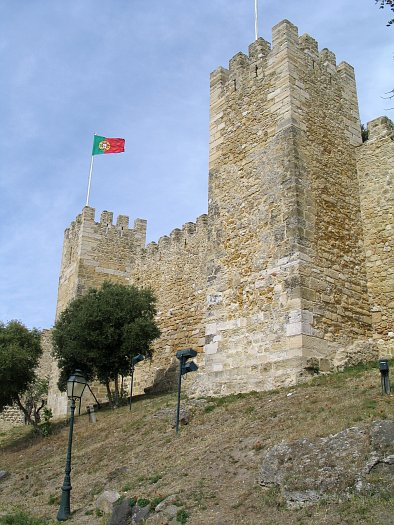
Bandera ondeando en el Castillo de San Jorge de Lisboa.

La regulación constitucional sobre el uso de la enseña nacional es fragmentaria e incompleta. En algunos casos, siguen estando en vigor normas de principios del siglo XX. No obstante, en otras regulaciones, como la militar y naval, las normativas son más recientes y completas.
Una revisión del decreto número 150, publicado el 30 de marzo de 1987, establece que la bandera debe ser izada desde las 9 de la mañana hasta la puesta del sol (durante la noche, debe ser convenientemente iluminada), los domingos y festividades nacionales, en todo el territorio nacional. Puede ondear los días en que haya ceremonias oficiales, u otros actos solemnes, debiendo ser izada in loco. Si el gobierno central, el gobernador civil, el municipio o los titulares de instituciones privadas lo consideran apropiado, la bandera también puede ondear en cualquier otra fecha. No obstante, es requisito fundamental que se mantenga el diseño oficial y que el pabellón se conserve en buen estado.
En las sedes de instituciones del Estado, está permitido que la bandera ondee todos los días. Se puede izar en monumentos nacionales de carácter civil y militar, o en otros edificios públicos asociados al gobierno central, regional o a la administración local, así como en la sede de las corporaciones públicas y asociaciones. Los ciudadanos y las instituciones privadas pueden hacer uso de la bandera nacional siempre que se respeten los procedimientos legales existentes. Para el caso específico de las organizaciones internacionales y las cumbres interestatales, el régimen legal aplicable a la bandera será el que establezcan las normas protocolarias existentes para esos casos concretos.
Si se declara luto oficial, la bandera deberá ondear a media asta durante los días fijados; lo mismo regirá para las banderas que ondeen junto a la enseña nacional durante el luto.
Si la bandera está desplegada junto con otras enseñas, la bandera nacional no puede tener un tamaño inferior, debiendo estar situada en un lugar prominente, de acuerdo con el protocolo.
- Dos mástiles — en el mástil derecho, desde la perspectiva de alguien que la observa
- Tres mástiles — en el mástil central
- Más de tres mástiles:

- Dentro de un edificio — si son impares, en el centro, si son pares, a la derecha del punto central
- Fuera de un edificio — en el mástil más a la derecha.

Si los mástiles se encuentran a diferentes alturas, la bandera debe ocupar el punto más alto. Los mástiles deben ser colocados en sitios dignos, tanto en el suelo como en las fachadas y tejados. En ceremonias públicas en las cuales la bandera no ondee, se puede colgar siempre y cuando no se use para decorar o para cubrir algo o para cualquier otro propósito que disminuya su dignidad.

## Otras banderas usadas en Portugal

Bandera usada por los navegantes portugueses (siglo XVI)
Bandera personal de D. Manuel I
Bandera personal de D. Manuel I (alternativa)
Bandera de D. Juan V rodeada por el collar de la Orden de Cristo (siglo XVIII)
Bandera personal de D. Juan IV
Bandera personal de D. Pedro II
Bandera personal de D. Juan V y de D. María II
Bandera personal de D. Pedro V
Pabellón naval, usado por la Marina portuguesa
Bandera del Ejército portugués

## Banderas distintivas de las entidades del Estado

Bandera del Presidente de la República Portuguesa
Bandera de la Asamblea de la República Portuguesa
Bandera del Primer Ministro
Bandera del Ministro de Gobierno de la República Portuguesa
Bandera del gobernador civil de distrito